# Johnny Sjöström
Johnny Erik Johan Sjöström, född  28 mars 1974, är en svensk fysiker och företagsledare.
Sjöström tillträdde som verkställande direktör och koncernchef för SSAB den 28 oktober 2024. Dessförinnan hade han flera befattningar inom SSAB och Outokumpu. Han är docent i materialvetenskap.